# NGC 407
NGC 407 è una galassia a spirale situata nella costellazione dei Pesci. Fu scoperta il 12 settembre 1784 da William Herschel.